# 사친 (영화)
사친(Sachin: A Billion Dreams)은 인도에서 제작된 제임스 얼스킨 감독의 2017년 다큐멘터리, 드라마 영화이다. 사친 텐덜카 등이 주연으로 출연하였다.

## 출연
- 사친 텐덜카